# پاتریک اشمولینگر
پاتریک اشمولینگر (به انگلیسی: Patrick Schmollinger) (زادهٔ ۲ سپتامبر ۱۹۷۳) شناگر اهل اتریش است.